# 奧薩河
奧薩河是歐洲的河流，流經聖馬力諾和意大利，河道全長17.2公里，平均流量每秒0.5立方米，發源自蒂塔諾山，最終在里米尼注入亞得里亞海。